# Agadir (architecture)
Pour les articles homonymes, voir Agadir (homonymie).

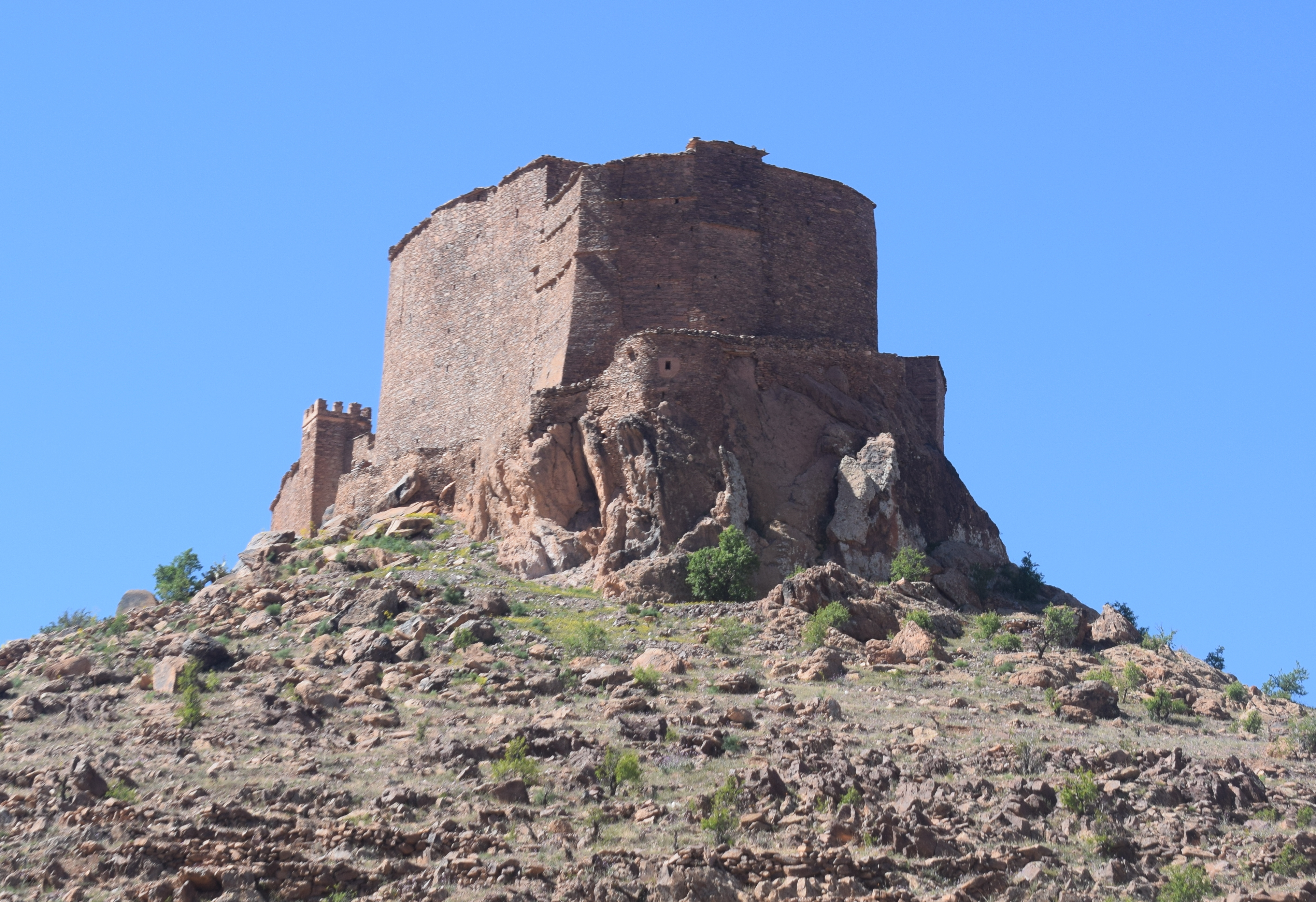
Agadir de Tasguent.

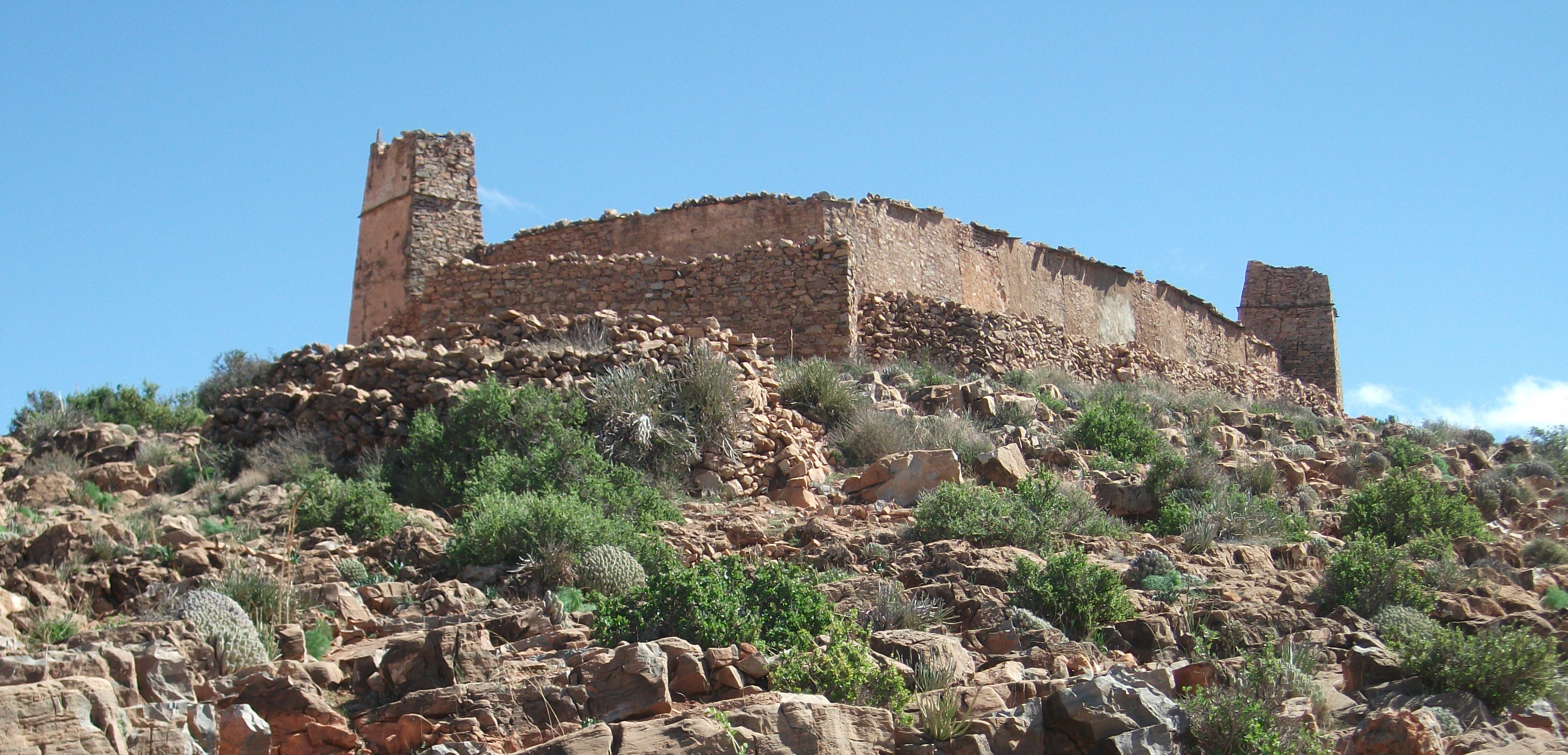
Agadir Guimst.

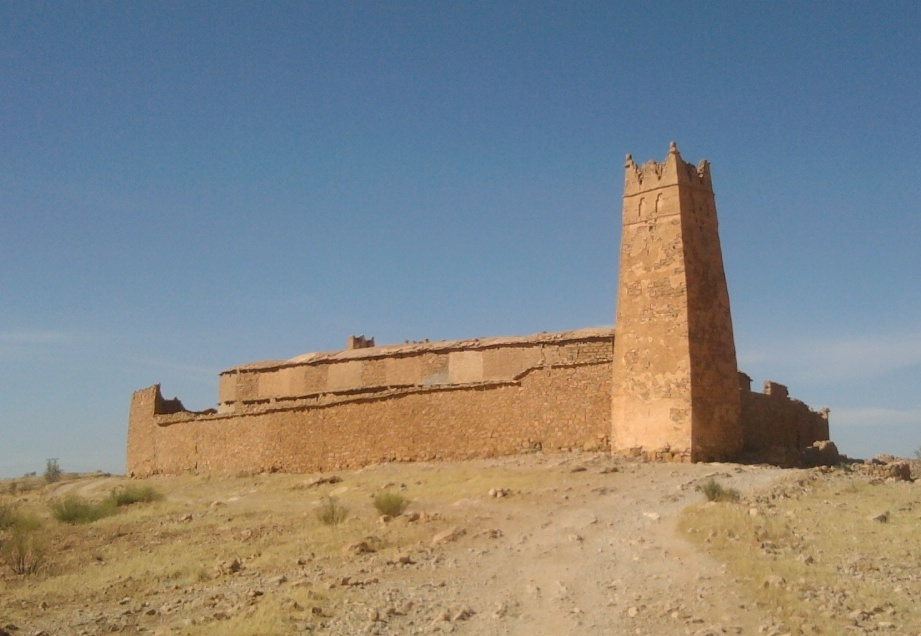
Un agadir.

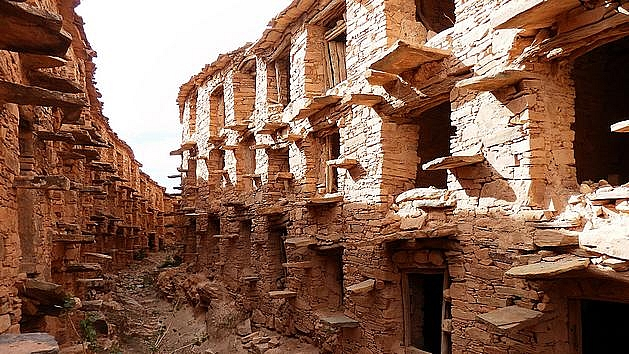
Intérieur d'un agadir.

Un agadir (tachelhit : ⴰⴳⴰⴷⵉⵔ, au pluriel igoudar, igudar, igidar) est, dans la région de Souss et de l'Anti-Atlas, au Maroc, un grenier collectif fortifié ou grenier-citadelle. Ce terme berbère a donné son nom à la ville d'Agadir au Maroc.

## Étymologie et dénominations
En berbère chleuh soussi le terme agadir (au pluriel igudar ou igidar) signifie « mur », « forteresse » ou « endroit fortifié », tandis que dans la plupart des dialectes berbères il signifie « mur » ou « muraille » et peut aussi désigner un « fort » ou un « rempart ». Le terme agadir provient de la racine berbère commune GDR
.
Certains chercheurs, tel le linguiste berbérisant Salem Chaker  ont émis l'hypothèse d'une origine punique ou phénicienne du mot agadir, en raison d'une racine sémitique similaire existante G-D-R, cependant, elle est certes pansémitique, mais elle est aussi panberbère et plus largement chamito-sémitique (afro-asiatique), étant donné son ancrage parmi les racines panberbères.
Dans le Haut Atlas central et oriental, le grenier, magasin à grain ou lieu où l'on enferme les provisions est nommé ighrem en berbère du Maroc central[réf. nécessaire]. En berbère nefoussi en Libye il est nommé tamidelt (pluriel tmidelt), et en berbère du Maroc central tagellayt (pluriel tigellayin).

## Description
La fonction de ces bâtiments est avant tout défensive. L'agadir comporte des éléments communs (réservoir d'eau, mosquée, loge du gardien, loge des inflas, pluriel de anflus (représentants des familles), muraille, cuisine, toilette, etc.) et des éléments privés que représentent les cases de stockage. L'agadir abrite les réserves d'eau dans des citernes. Un espace est réservé pour mettre le bétail à l'abri.
La construction se fait souvent sur un terrain collectif et souvent dans la propriété du clan dominant ou dans des terres incultes au sommet d'un pic ou d'une colline. Les matériaux de construction sont toujours locaux : chaux, pisé, pierres sèches, briques. On trouve des agadirs construits avec plusieurs matériaux (pierre dans la base des murs et le reste est en pisé). Les portes sont en bois et décorées de motifs.
Les escaliers sont construits en dalles de calcaire à demi-encastrées dans les murs. Dans d'autres cas, des palmiers taillés sont utilisés comme escaliers.

## Conservation
On y conservait les aliments au sec pendant parfois plusieurs années. Entre vingt et trente ans pour les amandes ou les arganes. Le beurre et le miel étaient conservés dans des jarres et les liquides, dont l'huile, dans des cruches à long col. On entreposait aussi les denrées quotidiennes comme les dattes, les figues, les pains de sel ou des objets plus précieux comme les peaux de mouton, les armes et munitions, les habits de fête, le henné, les titres de propriété.

## Fonctions
La décision de la construction d’un agadir était prise par une assemblée de représentants de la tribu des Inflass. Chaque anflouss représente un clan ou un groupe de familles. Chaque famille doit participer à la construction de l'édifice afin d'avoir le droit de stocker ses biens.
Au Moyen Âge, les fonctions ont changé. Au Maroc, l'agadir devient une institution dotée d'une charte (llouh, ⵍⵍⵓⵃ) et assure des rôles politiques, sociaux, défensifs en plus de sa fonction économique de stockage des biens et des céréales. Dans les greniers (ksour) de Tunisie, la fonction commerciale a été dominante et ces greniers deviennent des lieux d'échanges commerciaux.
Les igoudar du Maroc avaient un rôle politique puisqu'ils représentaient le lieu du gouvernement local nommé en amazighe les inflass (ⵉⵏⴼⵍⴰⵙ). Il avait aussi un rôle sécuritaire défensif puisqu'il représente un refuge en cas d'incursions tribales ou d'attaques du pouvoir central.
Dans ces zones, les anciens greniers sont connus par les locaux sous le nom de igoudr n-iroumines ou n-bertkiz, laissant entendre qu'ils sont d'origine romaine ou portugaise, bien que ces zones sahariennes n'ont jamais connu la présence romaine ou ibérique. Actuellement, les plus anciens igoudar se situent au Maroc, au cœur de l'Anti-Atlas dans le territoire des tribus d'Illalen (ⵉⵍⵍⴰⴱⵍⵏ). Les plus anciennes chartes de gestion de ces igoudars remontent au Xe siècle.

## Situation actuelle

### Menaces
Les igoudar sont menacés par un ensemble de facteurs, notamment l'abandon, à cause de la sécheresse et de l'exode rural. Ils sont menacés ainsi de disparition. Un grand nombre d'entre eux, construits en pisé, se sont effondrés sous l'action des facteurs climatiques. Grâce aux associations locales, aux projets de restauration et au tourisme, certaines de ces institutions ont pu être sauvées et valorisées. Quelques-unes sont encore fonctionnelles et gérées de la même manière qu'autrefois par les communautés locales.

### Tourisme
Les agadirs sont depuis les années 1950 des destinations prisées des touristes. En 2000, l'agadir de Tasguent et l'agadir Id Aïssa in Amtoudi sont considérés comme les deux principaux exemples d'agadirs au Maroc.